# En dåres dagbok (film)
En dåres dagbok är en svensk kortfilm från 1968 i regi av Jan Bergquist. Filmen filmades in av Rune Ericson och Rolf Wertheimer. Som förlaga har man Nikolaj Gogols novell  Zapiski sumassjedsjego som utgavs 1835, novellen kom i svensk översättning 1886 med titeln En vansinnigs dagbok.

## Roller i urval
- Mimmo Wåhlander
- Christer Holmgren
- Jan Bergquist
- Mathias Henrikson
- Eric Gustafsson
- Anders Beling
- Crister Junge
- Karsten Engström
- Håkan Söderberg